# Podomyrma keysseri
Podomyrma keysseri é uma espécie de formiga do gênero Podomyrma, pertencente à subfamília Myrmicinae.